# Bagnet
Bagnet (phát âm ở miền Bắc Ilokano và trong tiếng Tagalog: /bɐgˈnɛt/, phát âm ở miền Nam Ilokano: /bɐgˈnɯt/), còn được gọi là "chicharon" trong tiếng Ilokano, là một món ăn của người Philippines bao gồm thịt ba chỉ (liempo) luộc và được chiên ngập dầu cho đến khi giòn. Nó được nêm nếm với tỏi, tiêu đen, lá nguyệt quế và muối. Đầu tiên, thịt được luộc chín và sau đó để khô hoàn toàn qua đêm trước khi chiên để đạt được kết cấu giống chicharrón đặc trưng. Bagnet có thể ăn không hoặc ăn với cơm trắng. Nó cũng có thể được ăn như một phần của các món ăn khác như pinakbet và dinardaraan.
Bagnet theo truyền thống được nhúng trong nước sốt làm từ giấm (thường là sukang iloko), bagoong (cá lên men hoặc mắm tôm), hoặc (hiếm hơn) là máu lợn.

## Từ nguyên
Bagnet có nguồn gốc từ từ "bagnetin", có nghĩa là "bảo quản thịt lợn". Chúng được bảo quản bằng cách luộc và chiên các phiến thịt lợn trước khi cho vào tủ lạnh, sau đó chiên hai lần trước khi sẵn sàng phục vụ.

## Trong văn hóa đại chúng
Sự phổ biến của bagnet đóng vai trò là điểm cốt truyện của nhân vật trong bộ phim Philippines, I'm Drunk, I Love You với Carson, do Maja Salvador thủ vai, miêu tả thèm món ăn đến mức tạo ra một "điệu nhảy bagnet" ngẫu hứng để ăn mừng nó.